# Dwergpinscher
De dwergpinscher is een hondenras en de kleinere variant van de Duitse pinscher.

## Uiterlijk
De dwergpinscher is een kleiner gefokte versie van de Duitse pinscher. Hij heeft een vierkante bouw met een korte beharing. De verhoudingen van lengte en hoogte zijn kwadratisch. De totaallengte van het hoofd (neuspunt tot achterhoofdsbeen) komt overeen met de helft van de ruglengte (schoft tot staartaanzet).
De huid is over het gehele lichaam strak aansluitend met een korte, dicht ingeplante, glad aanliggende vacht. De hond komt voor in hertenrood, roodbruin tot donkerroodbruin en zwart met rode tan aftekeningen. De schouderhoogte ligt tussen de 25 en 30 centimeter en de hond weegt 4 tot 6 kilogram.

## Karakter
De dwergpinscher is een levendige temperamentvolle en aanhankelijke hond. Hij heeft een grote bewegingsbehoefte. Wordt aan deze behoefte niet voldaan, is het mogelijk dat hij gedragsafwijkingen ontwikkelt. Hij is ook zeer waaks. De socialisatie van deze hond is bijzonder belangrijk.

## Gezondheid
De dwergpinscher is een kleine hond. Een te klein gefokt exemplaar onder de 25 tot 30 centimeter kan problemen met de gewrichten krijgen. Ook kunnen er oogproblemen optreden doordat deze niet meer goed in de te kleine schedel passen en bol gaan uitsteken. De hond is gezien zijn formaat en spaarzame beharing niet bestand tegen extreme koude. Verder komt patellaluxatie voor, dat is dat de knieschijf niet goed vastzit en dus kan verschuiven. Onder de stamboom (FCI) honden zijn deze erfelijke aandoeningen een stuk lager omdat de ouder dieren gescreend worden op deze aandoeningen. 
Affenpinscher ·
Aidi ·
Anatolische herder ·
Appenzeller sennenhond ·
Argentijnse dog ·
Berner sennenhond ·
Bordeauxdog ·
Boxer ·
Broholmer ·
Bullmastiff ·
Ca de Bou ·
Cane corso ·
Cão da Serra da Estrela ·
Cão de Castro Laboreiro ·
Centraal-Aziatische owcharka ·
Cimarrón Uruguayo ·
Ciobanesc Romanesc de Bucovina ·
Deens-Zweedse boerderijhond ·
Dobermann ·
Dogo Canario ·
Duitse dog ·
Duitse pinscher ·
Dwergpinscher ·
Dwergschnauzer ·
Engelse buldog ·
Entlebucher sennenhond ·
Fila brasileiro ·
Grote Zwitserse sennenhond ·
Hollandse smoushond ·
Hovawart ·
Kaukasische owcharka ·
Kraški ovčar ·
Landseer ECT ·
Leonberger ·
Mastiff ·
Mastín del Pirineo ·
Mastín español ·
Mastino napoletano ·
Middenslagschnauzer ·
Newfoundlander ·
Oostenrijkse pinscher ·
Pyrenese berghond ·
Rafeiro do Alentejo ·
Riesenschnauzer ·
Rottweiler ·
Šarplaninac ·
Shar-pei ·
Sint-bernard ·
Tibetaanse mastiff ·
Tornjak ·
Tosa ·
Zwarte Russische terriër